# Haliclona tenuiramosa
Haliclona tenuiramosa är en svampdjursart som beskrevs av Burton 1930. Haliclona tenuiramosa ingår i släktet Haliclona och familjen Chalinidae. Inga underarter finns listade i Catalogue of Life.